# Скривена Лука
42°44′ пн. ш. 16°53′ сх. д. / 42.73° пн. ш. 16.88° сх. д.
Скривена Лука (хорв. Skrivena Luka) — населений пункт у Хорватії, в Дубровницько-Неретванській жупанії у складі громади Ластово.

## Населення
Населення за даними перепису 2011 року становило 33 осіб.
Динаміка чисельності населення поселення: